# Club Quattro

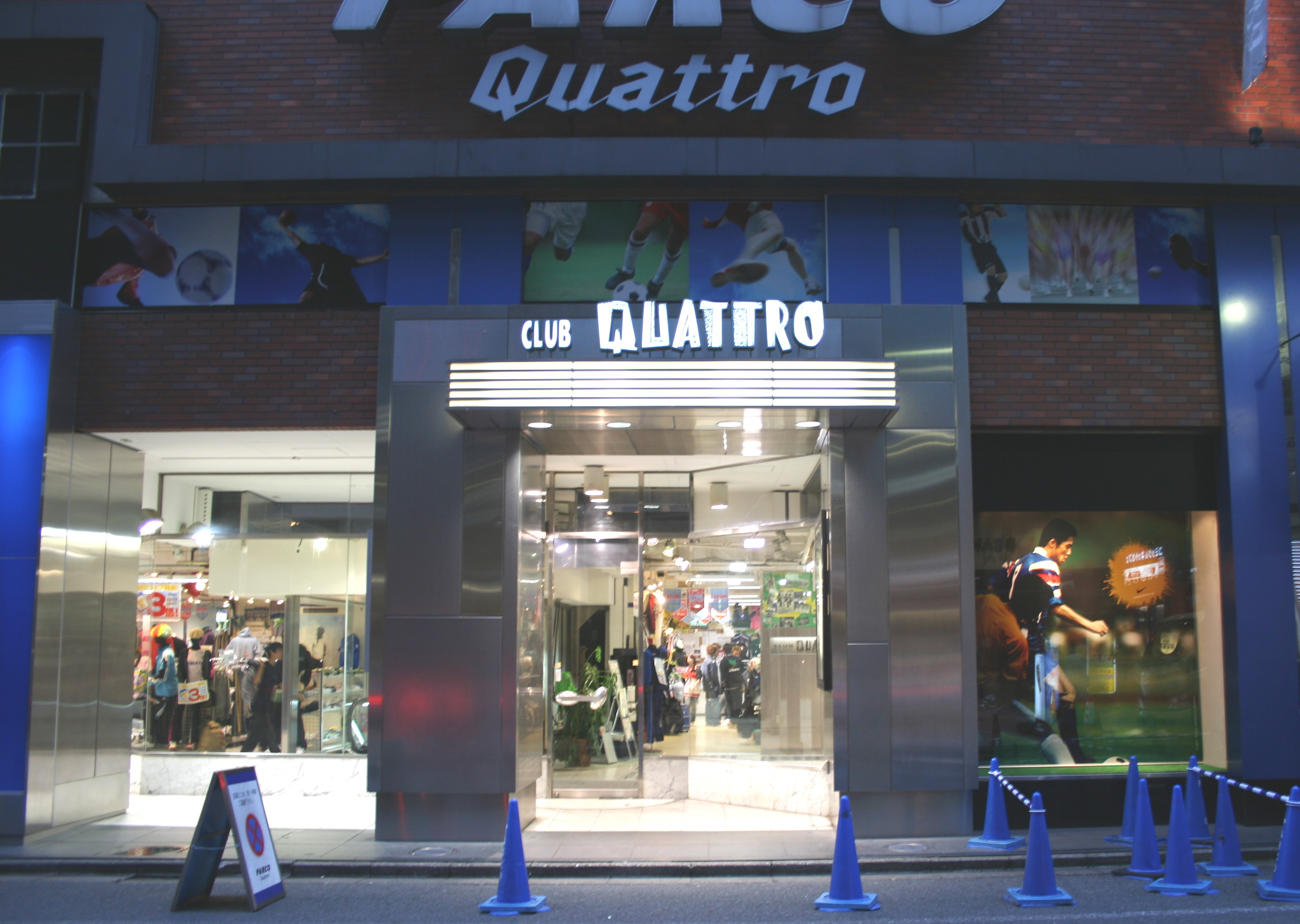
A Sibuja Club Quattro

A Club Quattro (クラブクアトロ) koncertterem-hálózat, melyet a Parco, a Saison Group leányvállalata üzemeltet. Az első Club Quattro-koncerttermet 1988. június 28-án nyitották meg Sibujában, melyet további helyszínek követtek Nagojában, Sinszaibasiban (Oszaka, 2011-ben bezárt), Hirosimában és Umedában (Oszaka).

## Club Quattro-koncerttermek

### Aktív

#### Sibuja Club  Quattro
- Megnyitás: 1988. június 28.
- Helyszín: Tokió, Sibuja, Udagava-csó, Sibuja Parco Quattro 4–5. emelet
- Legközelebbi állomás: JR Jamanote-, Szaikjó-, Sónan–Sindzsuku-, Tokió metró Ginza-, Hanzómon-, Fukutosin-, Tokyu: Tójoko-, Den-en-tosi-, Keió Inokasira-vonal: Sibuja állomás
- Befogadóképesség: 800 fő

#### Nagoja Club Quattro
- Megnyitás: 1989. június
- Helyszín: Aicsi prefektúra, Nagoja, Naka-ku, Szakae Nagoja Parco keleti épület 8. emelet
- Legközelebbi állomás: Meidzsó-vonal: Jabacsó állomás
- Befogadóképesség: 550 fő

#### Umeda Club Quattro
- Megnyitás: 2012. április 13.
- Helyszín: Oszaka prefektúra, Oszaka, Kita-ku, Taijúdzsi-csó Umeda Piccadilly 10. emelet
- Legközelebbi állomás: Hanshin Electric Railway: JR Oszaka állomás, Hankyu oszakai metró: Midószudzsi-vonal: Umeda állomás
- Befogadóképesség: 700 fő

#### Hirosima Club Quattro
- Megnyitás: 2001. december
- Helyszín: Hirosima prefektúra, Hirosima, Naka-ku, Hondóri Hirosima Parco 10. emelet
- Legközelebbi állomás: Hiroshima Electric Railway: Hiroden-fővonal, Hiroden–Hakusima-vonal: Hatcsobori állomás
- Befogadóképesség: 800 fő

### Bezárt

#### Sinszaibasi Club Quattro
- Megnyitás: 1991. május
- Bezárás: 2011. szeptember[1][2]
- Helyszín: Oszaka prefektúra, Oszaka, Csúo-ku, Sinszaibasi Sinszaibasi Parco 8. emelet
- Legközelebbi állomás: Oszakai metró: Midószudzsi-, Nagahori Curumi-rjokucsi-vonal: Sinszaibasi állomás
- Befogadóképesség: 650 fő